# أوزكان يلدرم
أوزكان يلدرم (بالتركية: Özkan Yıldırım)‏ هو لاعب كرة قدم تركي وألماني في مركز الوسط، ولد في 10 أبريل 1993 في زولينغن ‏ في ألمانيا. شارك مع منتخب ألمانيا تحت 16 سنة لكرة القدم ومنتخب ألمانيا تحت 17 سنة لكرة القدم ومنتخب ألمانيا تحت 18 سنة لكرة القدم ومنتخب ألمانيا تحت 20 سنة لكرة القدم ومنتخب ألمانيا تحت 21 سنة لكرة القدم. أما مع النوادي، فقد لعب مع فيردر بريمن.

## وصلات خارجية
- أوزكان يلدرم على موقع الاتحاد الأوربي (الإنجليزية)
- أوزكان يلدرم على موقع إي إس بي إن إف سي (الإنجليزية)
- أوزكان يلدرم على موقع قاعدة بيانات كرة القدم.إي يو (الإنجليزية)
- أوزكان يلدرم على موقع بيانات كرة القدم. دي إي (الألمانية)
- أوزكان يلدرم على موقع Soccerway.com (الإنجليزية)
- أوزكان يلدرم على موقع عالم كرة القدم.نت (الإنجليزية)
- أوزكان يلدرم على موقع AS.com (الإسبانية)